# Mycel

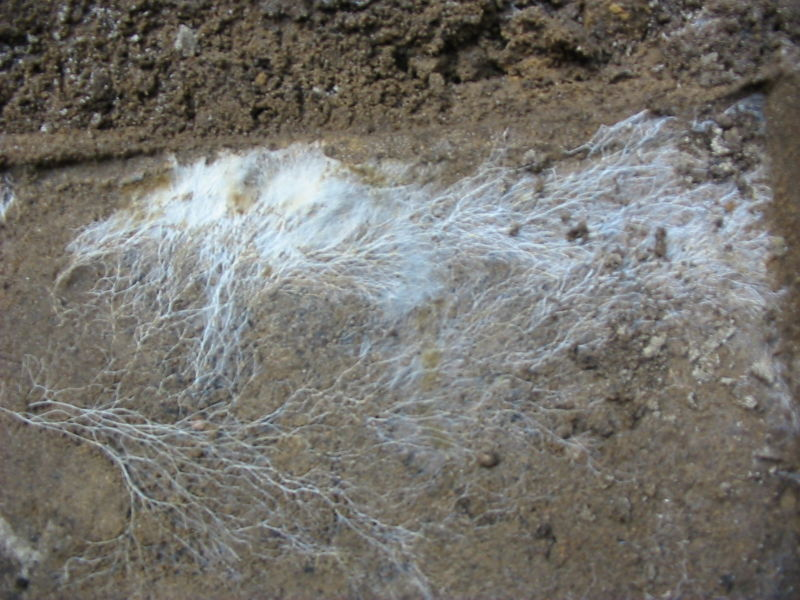
Mycel från svamp.

Mycel[uttal saknas] är den vegetativa delen hos svampar, bestående av ett mångförgrenat nätverk av trådlika hyfer som växer under jorden eller inom ett annat substrat (till exempel ruttnande eller levande träd). Svampens välbekanta fruktkropp är enbart den reproduktiva, sporbärande delen av svampen: den består också av hyfer men betraktas som skild från mycelet.
Svampar absorberar näringsämnen genom mycelet. Först utsöndrar hyferna enzymer över näringskällan som bryter ner polymerer till monomerer; exempelvis bryts cellulosa ner till glukos. Monomererna absorberas sedan av hyferna och transporteras runt i mycelet.
Mycel är en livsviktig komponent i många ekosystem eftersom det förbättrar vatten- och näringsupptagningsförmågan hos många växter. Dessutom är mycelets nedbrytande verkan på plantmaterial av stor betydelse.
Sklerotia är kompakta eller hårda mycelmassor. Man kan säga att mycel är rotsystem mellan alla svampar.